# Take a Chance on Me
Singles de ABBA
The Name of the Game
(1977) Eagle
(1978)
Pistes de The Album
Eagle
(1) One Man, One Woman
(3)
Take a Chance on Me est une chanson du groupe pop suédois ABBA, enregistrée en 1977. Elle est sortie en janvier 1978 en tant que deuxième single de leur cinquième album, ABBA: The Album. Agnetha Fältskog et Anni-Frid Lyngstad se partagent le chant principal sur les couplets et les refrains, Fältskog chantant en solo deux parties du pont.
La chanson atteint la première place au Royaume-Uni, en Autriche, en Belgique et en Irlande ainsi que le top 10 au Canada, aux États-Unis et en France et s'est vendu à plus de deux millions d'exemplaires à travers le monde. Elle apparaît sur de nombreuses compilations, comme ABBA Gold - Greatest Hits. Take a Chance on Me a notamment été reprise par le groupe britannique Erasure en 1992.

## Histoire
Le titre de travail de la chanson était Billy Boy. Écrite et enregistrée en 1977 par Benny Andersson et Björn Ulvaeus, la chanson est l'un des premiers singles d'ABBA dans lequel le manager Stig Anderson n'a pas participé à l'écriture des paroles, confirmant ainsi le partenariat entre Andersson et Ulvaeus en tant qu'auteurs-compositeurs.
L'idée de la chanson est venue de Björn Ulvaeus, qui était alors également un coureur passionné. Pendant sa course il répétait un son qui ressemblait à « tck-a-tch » pour se donner du rythme. Ce son a inspiré les mots « Take a chance » et ainsi les paroles de la chanson. Roger Palm, le batteur de la chanson, l'a décrite comme « ABBA dans ce qu'elle a de plus énergique et de plus puissant ».
Un extrait de la maquette de Take a Chance on Me, Billy Boy a par la suite été inclus dans le coffret de 1994 Thank You for the Music, dans le cadre de la piste ABBA Undeleted, qui comprend des maquettes, des versions préliminaires et alternatives de chansons achevées ainsi que des chansons inachevées.

## Crédits
- Agnetha Fältskog – chant
- Anni-Frid Lyngstad – chant
- Björn Ulvaeus – guitare acoustique, guitare électrique, chant
- Benny Andersson – claviers, synthétiseur, chant

Musiciens additionnels
- Rutger Gunnarsson – basse
- Roger Palm – batterie[2]
- Malando Gassama – percussion

## Classements et certifications
| Classement (1978)                      | Meilleure position |
| -------------------------------------- | ------------------ |
| Afrique du Sud (Springbok Top 20)      | 6                  |
| Allemagne de l'Ouest (Media Control)   | 3                  |
| Australie (Kent Music Report)          | 12                 |
| Autriche (Ö3 Austria Top 40)           | 1                  |
| Belgique (Flandre Ultratop 50 Singles) | 1                  |
| Canada (Top Singles)                   | 3                  |
| Canada (Adult Contemporary Tracks)     | 7                  |
| États-Unis (Hot 100)                   | 3                  |
| États-Unis (Easy Listening)            | 9                  |
| États-Unis (Cash Box Top 100)          | 5                  |
| Europe (Europarade)                    | 1                  |
| Finlande (Suomen virallinen lista)     | 18                 |
| France (IFOP)                          | 9                  |
| Irlande (IRMA)                         | 1                  |
| Norvège (VG-lista)                     | 8                  |
| Nouvelle-Zélande (RMNZ)                | 24                 |
| Pays-Bas (Nederlandse Top 40)          | 2                  |
| Pays-Bas (Nationale Hitparade)         | 2                  |
| Portugal (AFP)                         | 5                  |
| Rhodésie (Hits of the Week)            | 2                  |
| Royaume-Uni (UK Singles Chart)         | 1                  |
| Suisse (Schweizer Hitparade)           | 3                  |

| Classement (1978)                    | Position |
| ------------------------------------ | -------- |
| Allemagne de l'Ouest (Media Control) | 13       |
| Australie (Kent Music Report)        | 109      |
| Autriche (Ö3 Austria)                | 7        |
| Belgique (Flandre Ultratop)          | 23       |
| Canada (Top Singles)                 | 55       |
| États-Unis (Hot 100)                 | 32       |
| États-Unis (Easy Listening)          | 38       |
| France (SNEP)                        | 50       |
| Pays-Bas (Nederlandse Top 40)        | 51       |
| Pays-Bas (Nationale Hitparade)       | 24       |
| Royaume-Uni (UK Singles Chart)       | 9        |
| Suisse (Schweizer Hitparade)         | 10       |

### Certifications et ventes
| Région                                                                         | Certification | Ventes/Streams |
| ------------------------------------------------------------------------------ | ------------- | -------------- |
| Canada (Music Canada)                                                          | Or            | 75 000^        |
| Danemark (IFPI)                                                                | Or            | 45 000‡        |
| États-Unis (RIAA)                                                              | Or            | 1 000 000^     |
| États-Unis Numérique                                                           | —             | 234 000        |
| Kenya                                                                          | —             | 10 000         |
| Portugal                                                                       | —             | 20 000         |
| Royaume-Uni (BPI)                                                              | Platine       | 600 000‡       |
| Résumé                                                                         |               |                |
| Monde Ventes physiques                                                         | —             | 2 000 000      |
| ^Mise en rayon selon la certification ‡ventes/streaming selon la certification |               |                |

## Dans la culture populaire
- Elle est entendue quelques secondes au début du film Max la Menace, quand le personnage principal (incarné par Steve Carell) l'écoute sur son baladeur numérique en allant à son travail.

## Version d'Erasure
Singles de ABBA
Breath of Life
(1992) Who Needs Love Like That (Hamburg Mix)
(1992)
La chanson est reprise par le groupe britannique Erasure en 1992 dans le cadre d'un EP hommage à ABBA, intitulé Abba-esque. Cette version met en vedette la rappeuse de ragga MC Kinky. Dans quelques pays, la reprise est créditée « Erasure featuring Special K », en raison du fait que MC Kinky se réfère à elle-même en tant que « Special K » pendant le rap.
Aux États-Unis, elle atteint la 51e place du classement Billboard Hot 100 Airplay. Bien qu'elle ait accumulé suffisamment de points pour atteindre le classement principal du Hot 100, elle n'était pas éligible car elle n'avait pas été commercialisée en tant que single. La version radio omet le rap ragga de MC Kinky.

### Classements
| Classement (1992)                  | Meilleure position |
| ---------------------------------- | ------------------ |
| États-Unis (Radio Songs)           | 51                 |
| États-Unis (Dance Club Songs)      | 10                 |
| Europe (European Dance Radio)      | 11                 |
| Islande (Íslenski listinn Topp 40) | 14                 |

## Autre reprise
- En 1983, la chanson est reprise par Alain Boublil, sous le nom d’Abbacadabra, chanté par Catherine Ferry.